# Gothic metal
Gothic metal – rodzaj muzyki metalowej. Za pierwszą płytę definiującą gatunek uznaje się album Gothic zespołu Paradise Lost. Charakterystyczną cechą metalu gotyckiego jest pompatyczny śpiew, smutny oraz melancholijny nastrój utworów. Teksty piosenek są zazwyczaj lirykami dotyczącymi świata fantazji, snów i marzeń, uczuć, okultyzmu, magii. Metal gotycki przyczynił się do podziałów w subkulturze gotyckiej.

## Historia metalu gotyckiego

### Lata 80. XX wieku

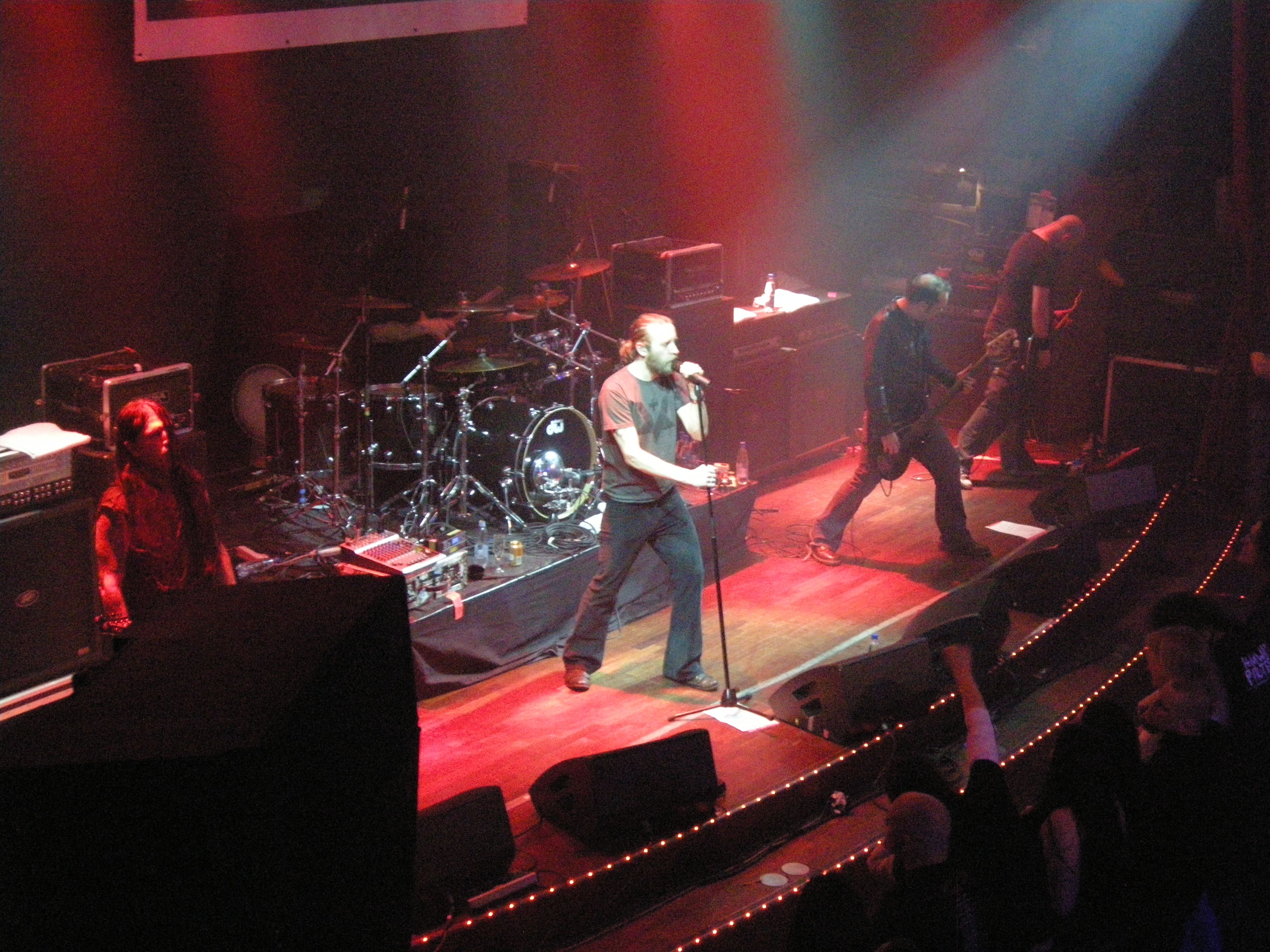
Paradise Lost w 2011 roku

Pojęcie gotyku pojawiło się wraz z post punkiem i nową falą, kiedy to zaczęto używać określenia rock gotycki wobec takich zespołów, jak Bauhaus, Joy Division, The Sisters of Mercy, czy Siouxsie and the Banshees. Muzyka ta przez lata osiemdziesiąte zaczęła gwałtownie się rozwijać, ewoluując w dwóch kierunkach.
Pierwszy z nich rezygnował z gitar i perkusji na rzecz elektronicznych, industrialnych dźwięków. Muzyka ta opierała się w dużej mierze na brzmieniu syntezatorów. W ten sposób powstał styl muzyczny nazywany dark wave.
Drugim kierunkiem natomiast było połączenie mrocznego, gotyckiego klimatu z ciężkim, heavymetalowym brzmieniem, wzorowanym na twórczości takich zespołów jak Black Sabbath czy Metallica. Muzyka ta, początkowo nazwana doom metalem, z czasem ewoluowała w szereg nowych stylów muzycznych (m.in. folk metal, melodic metal, brzmienia symfoniczne). Właśnie wtedy też narodziło się pojęcie gothic metalu, który był lżejszą odmianą doom metalu, głównie za sprawą dopełniających wokali żeńskich oraz instrumentów klawiszowych.

### Lata 90.
Przełomowy okazał się album "Gothic" grupy Paradise Lost (wydany w 1991 roku). Fanów nowego stylu zachwycił również "Always..." autorstwa The Gathering (1992), Type O Negative (Bloody Kisses, 1993 oraz October Rust, 1996), Tiamat (Wildhoney, 1994), Moonspell (Wolfheart, 1995 i Irreligious, 1996), Therion (Theli, 1995), Theatre of Tragedy (Theatre of Tragedy, 1995 i Velvet Darkness They Fear, 1996), The Nefilim (Zoon, 1996), będący jednopłytowym przedsięwzięciem frontmana Fields of the Nephilim. Wyżej wymienione albumy stanowią niejako definicję "klasycznego" gothic metalu.

### Przełom XX i XXI wieku
Na przełomie XX i XXI wieku, gdy nastąpiło nasycenie rynku podobnie brzmiącymi albumami, wielu wykonawców rozpoczęło poszukiwania własnego stylu dodając elementy charakterystyczne dla art rocka (Anathema), muzyki klasycznej i operowej (Therion, Haggard, Tristania). W tych latach powstało wiele grup grających pośrednią między metalem a rockiem muzykę, aczkolwiek wciąż utrzymaną w konwencji gotyckiej (HIM, Entwine, czy Within Temptation). Istniejące od wielu lat grupy Love Like Blood, Katatonia czy The 69 Eyes także dopasowały swoje brzmienie do zdobywającego coraz większą popularność gotycko-metalowo-rockowego mainstreamu. Należy również wspomnieć o sukcesie grupy Evanescence, która nie będąc grupą stricte gotycką również miała swój drobny wkład w popularyzowaniu nurtu w mediach. Podobną drogą podążali przez pewien czas również prekursorzy stylu – Paradise Lost i Tiamat – powracając w latach 2008-09 do mocniejszych brzmień.

## Metal gotycki w Polsce

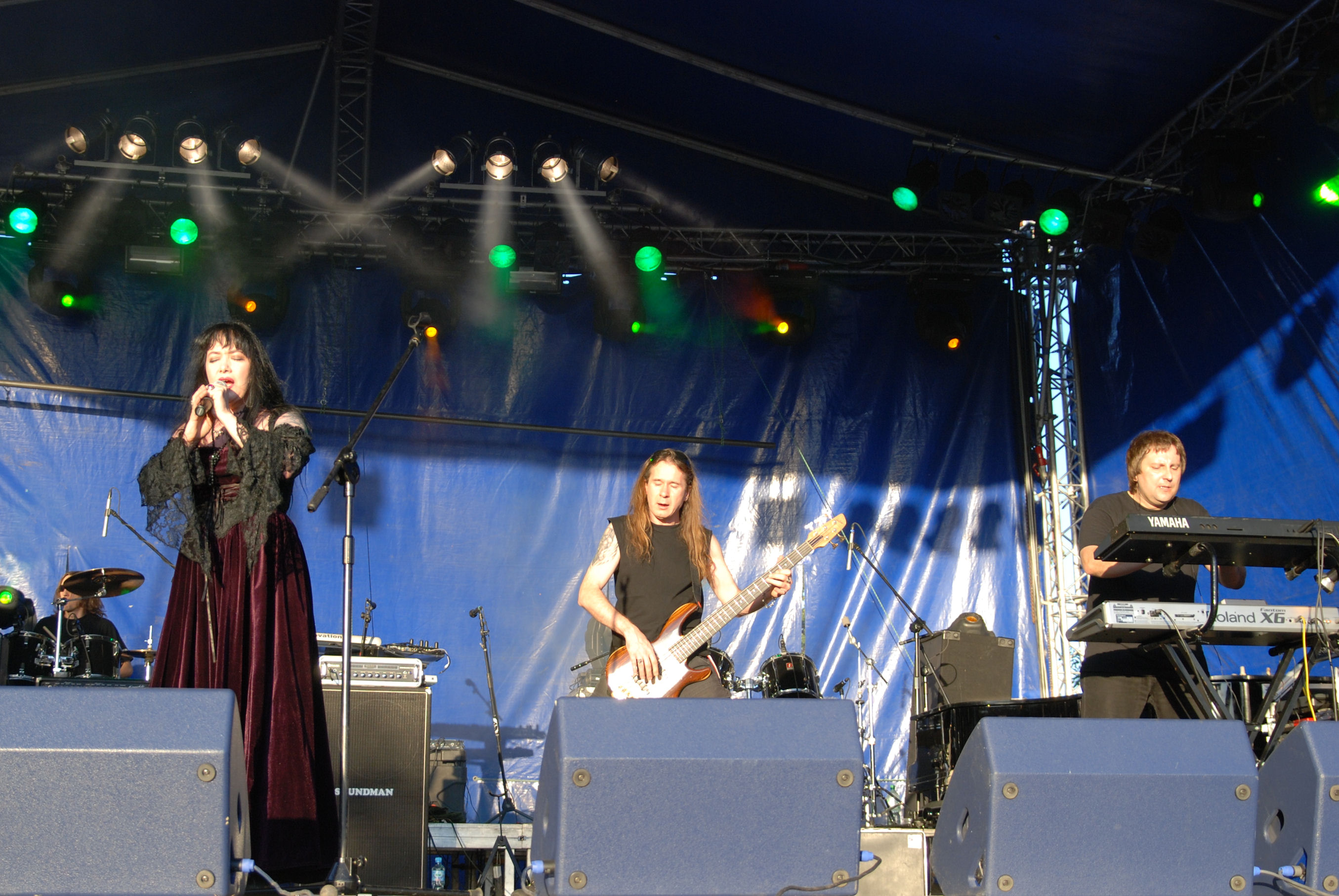
Closterkeller na festiwalu Castle Party w 2008 roku

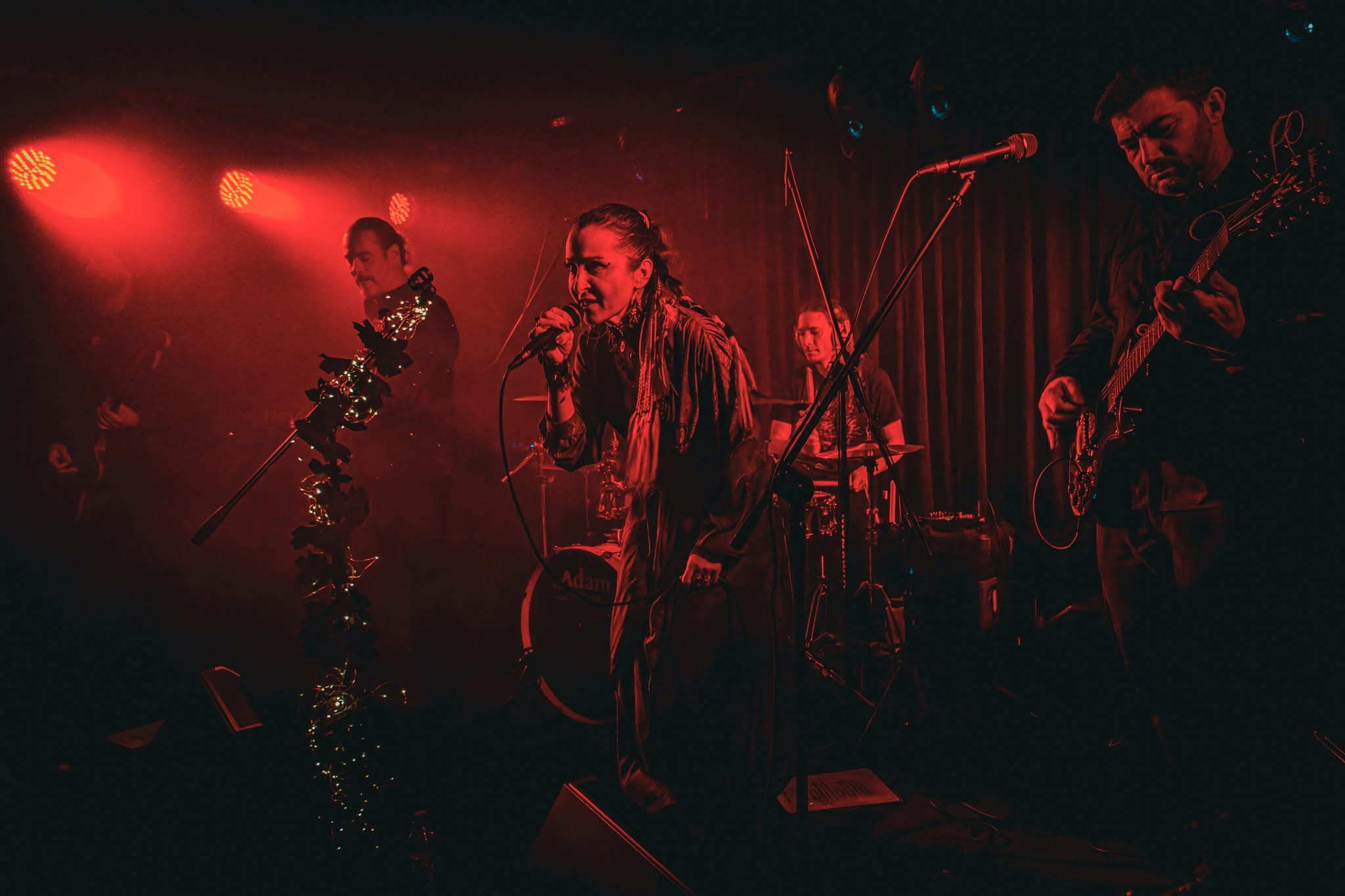
Lorien

Metal gotycki z powodzeniem prezentowany jest również przez rodzimych wykonawców. Czołowym przedstawicielem jest zespół Closterkeller, z początku wykonujący rock gotycki, z czasem jednak zawierający w sobie coraz więcej elementów heavy metalu, przez co zespół wypracował swój własny styl. Closterkeller był inspiracją i wzorem dla innych polskich zespołów gotyckich, typu Artrosis czy Delight. Innymi przedstawicielami tego gatunku w Polsce są m.in.: Aion, Desdemona, Batalion d’Amour, Moonlight, Lorien Via Mistica, Sirrah, Undish, Arshenic, UnSun.